# Santos Domingos e Francisco Salvando o Mundo da Ira de Cristo (Rubens)
Santos Domingos e Francisco Salvando o Mundo da Ira de Cristo é uma pintura a óleo sobre tela de Peter Paul Rubens, executada em 1620, atualmente no Museu de Belas Artes de Lyon. Está ligado à sua obra semelhante A Virgem Maria e São Francisco Salvando o Mundo da Ira de Cristo (Bruxelas).

## História da obra
- 1610-1620: a obra é encomendada e é feita a execução da pintura para o altar-mor da Igreja de São Paulo (Antuérpia).
- Por volta de 1670: a pintura, que provavelmente era originalmente de forma retangular, é ampliada. Acredita-se que a parte superior arredondada, localizada acima da mão levantada de Cristo e da pomba do Espírito Santo, tenha sido uma adição feita nesta data para adaptar a pintura a um novo retábulo feito por Pieter Verbruggen em 1670.